# Dwoiśniak
Der Untere- und Obere Zwillings-See (pl. Dwoiśniak Niżni und Dwoiśniak Wyżni) ist ein Gletschersee im Grünen Gąsienicowa-Tal (pl. Dolina Zielona Gąsienicowa) in der Hohen Tatra, Polen. Die Seen befinden sich in der Gemeinde Zakopane. Er ist nicht erreichbar, da das Gebiet um die Seen ein streng geschütztes Naturreservat darstellt. Das Wasser des Sees fließt über den Seealmer Trockenbach (Sucha Woda Gąsienicowa)ab. 